# Bernhard Kummer
Bernhard Kummer (* 26. Januar 1897 in Leipzig; † 1. Dezember 1962 in Klingberg) war ein deutscher Germanist und Spezialist für altnordische Sprachen sowie germanische Religionsgeschichte. Er war ab 1942 Lehrstuhlinhaber an der Universität Jena. Kummer wurde auch „Germanenbernhard“ genannt.

## Biografie

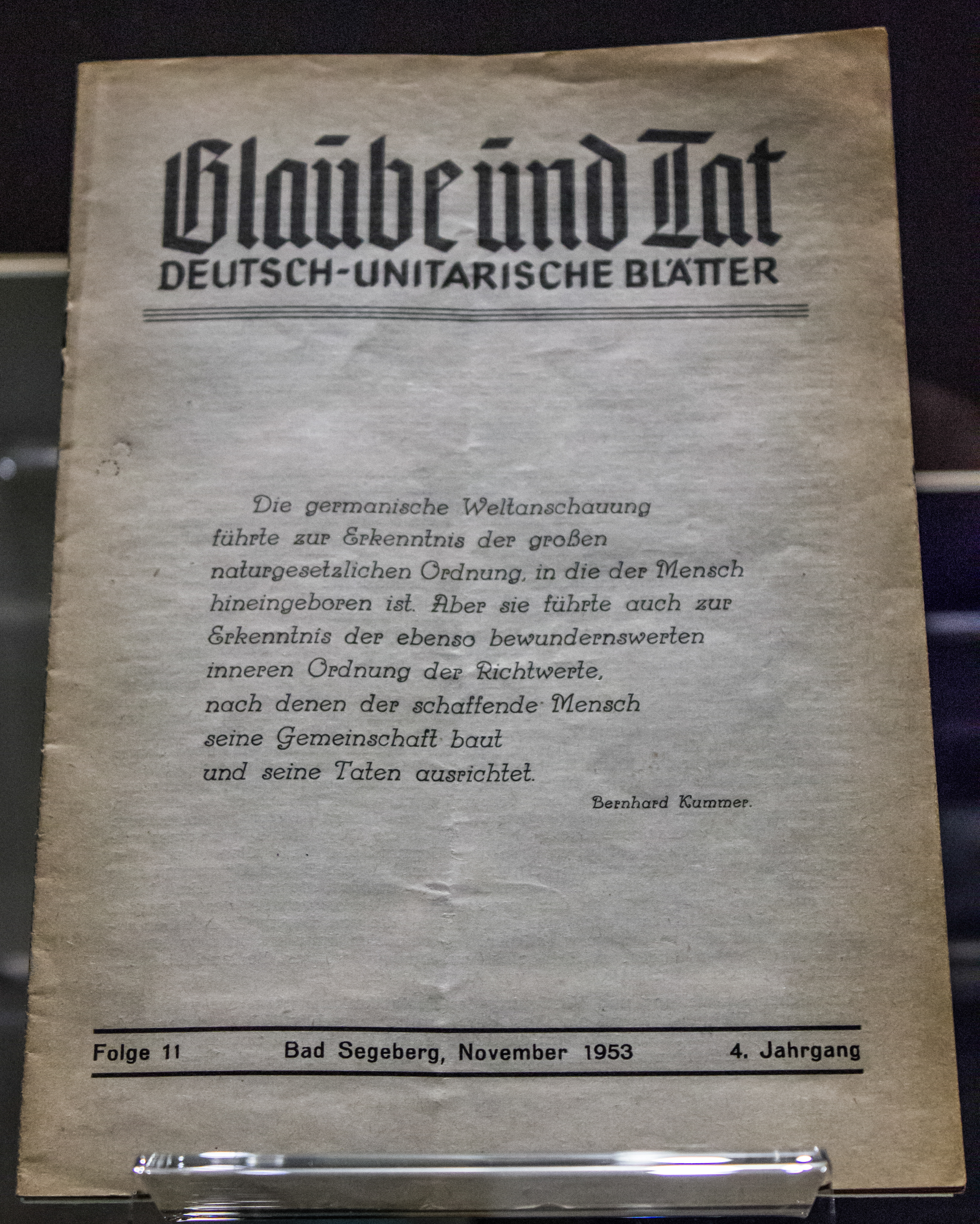
Titelseite der Publikation Glaube und Tat der Deutschen Unitarier Religionsgemeinschaft (1953) mit Gedicht von Bernhard Kummer

Bernhard Kummer entstammte einer Kaufmannsfamilie und wuchs in Leipzig auf, wo er von 1907 bis 1916 das Königin-Carola-Gymnasium besuchte. Kurz nach seinem Abitur meldete er sich an die Westfront im Ersten Weltkrieg, wo er von 1918 bis 1920 in französische Kriegsgefangenschaft geriet. Nach seiner Rückkehr nach Leipzig begann Kummer 1920 an der dortigen Universität ein Studium der Germanistik, Geschichte, Philosophie und Zeitungskunde. Nach einer Unterbrechung von vier Semestern, in denen er als Buchhändler tätig war, studierte Kummer Religions- und Altnordische Wissenschaft. Er wurde 1927 mit seiner Dissertation Midgards Untergang. Germanischer Kult und Glaube in den letzten heidnischen Jahrhunderten bei dem Nordisten Eugen Mogk und dem Religionswissenschaftler Hans Haas in Leipzig promoviert.
Zum 1. Mai 1928 trat Kummer in die NSDAP (Mitgliedsnummer 87.841) und in die SA ein. Im Oktober 1930 trat er wieder aus der NSDAP aus. Von 1930 bis 1935 war Kummer Assistent bei Gustav Neckel in Berlin, mit dem er im Laufe der Jahre einige Meinungsverschiedenheiten hatte. Kummer verfasste zahlreiche Artikel für das Handwörterbuch des deutschen Aberglaubens. Er schrieb für den Völkischen Beobachter, die NS-Schulungsbriefe, die NS-Monatshefte und fungierte als Herausgeber und teilweise auch als Verfasser der Reihe Reden und Aufsätze zum nordischen Gedanken.
1933 engagierte sich Kummer für die Deutsche Glaubensbewegung von Jakob Wilhelm Hauer. 1935 erhielt er einen Lehrauftrag an der Hochschule für Politik in Berlin. 1936 wurde Kummer auf Vorschlag des Gauleiters Fritz Sauckel an der Universität Jena zum Lehrbeauftragten für altnordische Sprache und Kultur und zum Leiter des dortigen Altnordischen Seminars ernannt. Kummers Germanenbild war innerhalb des NS-Regimes umstritten. Insbesondere der Germanist Otto Höfler kritisierte seine Theorien in scharfen Worten. Kummers Berufung auf einen Lehrstuhl verzögerte sich dadurch über mehrere Jahre. Die Schriftleitung für die Zeitschrift Nordische Stimmen gab Kummer nach Auseinandersetzungen mit dem SS-Ahnenerbe 1938 ab. Ab 1939 gehörte er dem Volksbund für das Deutschtum im Ausland und dem Kulturkreis der SA sowie ab 1940 dem NS-Dozentenbund an. Von 1942 bis 1945 war Kummer ordentlicher Professor für nordische Sprache und Kultur und germanische Religionsgeschichte an der Universität Jena. Kummer gehörte unter anderem der Gruppe „Lebensmächte und Wesen des Indogermanentums beim Kriegseinsatz der Geisteswissenschaften“ an. Im Jahr 1944 war er an „Germanisierungsversuchen“ des SS-Ahnenerbes beteiligt. Hierzu hielt er vor norwegischen Studenten, die Häftlinge im KZ Buchenwald waren, Vorlesungen ab.
Nach Kriegsende befand sich Kummer als Kriegsgefangener in französischer Internierung, aus der er 1946 entlassen wurde. In der Sowjetischen Besatzungszone wurden 1946 die von ihm verfassten und herausgegebenen Schriften aus den Jahren 1933 bis 1939 auf die Liste der auszusondernden Literatur gesetzt. Ab 1949 war er an der Volkshochschule Lübeck, wo ab 1952 der Zoologe Gotthilft von Studnitz Direktor wurde, tätig und erhielt zudem als Professor zur Wiederverwendung ein Stipendium der Deutschen Forschungsgemeinschaft. Ab 1950 war er Mitarbeiter von Jakob Wilhelm Hauer in der Arbeitsgemeinschaft für freie Religionsforschung und Philosophie. Kummer war auch Herausgeber der Monatszeitschrift Forschungsfragen unserer Zeit, die  im rechtsextremen und antisemitischen Verlag Hohe Warte erschien.

## Schriften (Auswahl)
- Midgards Untergang. Germanischer Kult und Glaube in den letzten heidnischen Jahrhunderten. Leipzig 1927
- Persönlichkeit und Gemeinschaft. (Band 1 von: Herd und Altar – Wandlungen altnordischer Sittlichkeit im Glaubenswechsel). Leipzig 1934
- Der Machtkampf zwischen Volk, König und Kirche im alten Norden. (Band 2 von: Herd und Altar – Wandlungen altnordischer Sittlichkeit im Glaubenswechsel). Leipzig 1939
- Brunhild und Ragnarök. Die Gestaltung der isländischen Brünhilddichtung aus dem Erlebnis des Glaubenswechsels. Lübeck 1950
- Kampf um ein Heiligtum. Der Irminsulgedanke und die religionsgeschichtliche Bedeutung der Externsteine. Hohe Warte – von Bebenburg, Pähl 1953
- Der Königsweg des Sverrir Unasson. Hohe Warte, Pähl 1953
- Die Lieder des Codex Regius (Edda) und verwandte Denkmäler
  - Band 1: Mythische Dichtung. Erster Teil: Die Schau der Seherin (Voluspa). Text, Übersetzung und religionsgeschichtliche Ergänzungen. Zeven 1961
  - Band 2: Heldendichtung. Erster Teil: Die Dichtung von Helgi und der Walküre. Text, Übersetzung, Erläuterung. Zeven 1959